# Никишов, Владимир Владимирович
Влади́мир Влади́мирович Никишо́в (1923—1970) — старший лейтенант Рабоче-крестьянской Красной Армии, участник Великой Отечественной войны, Герой Советского Союза (1945).

## Биография
Владимир Владимирович Никишов родился 24 марта 1923 года в Моршанске Тамбовской губернии РСФСР (ныне Тамбовская область России), в семье крестьянина-бедняка. После окончания пяти классов школы работал в системе торговли. В июне 1941 года Никишов был призван на службу в Рабоче-крестьянскую Красную Армию. С того же года — на фронтах Великой Отечественной войны. Воевал на Западном, Юго-Западном, Сталинградском, 1-м Белорусском, 1-м Украинском фронтах. Участвовал в одной из важнейших и крупнейших генеральных сражений Второй мировой войны - Сталинградской битве. В боях был ранен 5 раз, но всегда возвращался в строй. В 1943 году Никишов окончил курсы младших лейтенантов.
К январю 1945 года младший лейтенант Владимир Владимирович Никишов командовал взводом 1239-го стрелкового полка 373-й стрелковой дивизии 52-й армии 1-го Украинского фронта.  
12 января 1945 года была прорвана глубоко эшелонированная немецкая оборона на Сандомирском плацдарме. Войска 1-го Украинского фронта вышли к реке Одер (последний крупный водный рубеж на пути к Берлину). Фашистские войска заблаговременно создали мощную оборону на западном берегу Одера с использованием системы траншей, минных полей, огневых пулемётных точек, дотов и дзотов, пытаясь здесь остановить наше стремительное наступление. Начались бои за овладение плацдармом.  
25 января 1945 года в 4:00 младший лейтенант Никишов, командуя взводом, в числе первых под сильным артиллерийским, минометным и пулемётным огнём противника форсировал реку Одер в районе населённого пункта Раттвиц юго-восточнее город Бреслау и вышел к канаве, заполненной водой, где отражал контратаку 4 немецких танков и до роты пехоты противника, гитлеровцы стремились любой ценой, не считаясь с потерями, уничтожить советских бойцов, и сбросить их обратно в Одер. На рассвете разгорелся жестокий бой. В нём Владимир Владимирович лично поджёг и уничтожил 2 гитлеровских танка. Стремительным ударом советских бойцов гитлеровцы были выбиты из траншей. К 13:00 овладел дамбой, здесь Никишов отражал новые контратаки танков и немецкой пехоты, был контужен и выброшен взрывной волной в канаву с ледяной водой, где пролежал 3 часа.  Будучи в плохом состоянии и тяжёлом положении продолжал командовать взводом. Никишов вёл себя в жесточайших, упорных боях как патриот своей Родины, не считаясь с трудностями и риском для жизни, всегда находился впереди. Выдержал натиск врага, захватил и удержал плацдарм, тем самым обеспечив переправу остальных подразделений, отразил вместе со своим взводом 6 немецких контратак на западном берегу реки Одер. С 25 января по 2 февраля вели ожесточенные бои по расширению плацдарма, отбивали многочисленные немецкие контратаки. Затем Никишов принимал непосредственное участие в штурме Берлина. 
Указом Президиума Верховного Совета СССР от 10 апреля 1945 года за «мужество, отвагу и героизм, проявленные в борьбе с немецкими захватчиками», за умелое руководство боевой операцией, личную отвагу и героизм  при форсировании Одера, захват и удержание плацдарма на его западном берегу, совершив подвиг, младший лейтенант Владимир Владимирович Никишов был удостоен высокого звания Героя Советского Союза с вручением ордена Ленина и медали «Золотая Звезда» за номером 6515. 
В 1945 году в звании старшего лейтенанта Никишов был снят в запас. Работал учителем военного дела и физкультуры в школах Костромской и Воронежской областей. В 1949 году переехал в Южно-Сахалинск, где трудился в строительных организациях треста «Шахтострой», управлении гидрометеослужбы, на заводе «Стройматериалы», в дистанции гражданских сооружений, в строительном управлении отделочных работ. В последние годы работал в областной больнице №1 инструктором по труду. Скоропостижно умер 24 сентября 1970 года, похоронен на Старом городском кладбище Южно-Сахалинска. 
Фамилия и имя выгравированы на мраморной плите в главном военно-историческом музее России, в Зале Славы на Поклонной горе в Москве.

## Награды и звания
- 10.04.1945 — звание Герой Советского Союза и медаль «Золотая Звезда»
- 10.04.1945 — орден Ленина
- сентябрь 1945 — орден Красной Звезды[2]
- 12.03.1943 — медаль «За боевые заслуги»
- 22.12.1942 — медаль «За оборону Сталинграда»
- медаль «За взятие Берлина»
- медаль «За освобождение Варшавы»
- медаль «За освобождение Праги»
- 09.05.1945 — медаль «За победу над Германией в Великой Отечественной войне 1941—1945 гг.»
- 1970 — медаль «В ознаменование 100-летия со дня рождения Владимира Ильича Ленина»